# Richard Butler
Richard Girnt Butler (n. 23 februarie 1918, Colorado, SUA – d. 8 septembrie 2004, Hayden⁠(d), Idaho, SUA) a fost un inginer american și supremațist care și-a dedicat viața cauzelor mișcării Identitatea creștină. Acesta a devenit cunoscut ca fondator al organizației neonaziste Aryan Nations și „ghid spiritual” al adepților supremației albe era reprezenta „un lider de primă importanță”. Acesta era descris drept un „rasist notoriu”.

## Biografie
Butler s-a născut în Denver, Colorado, fiul cuplului Winfred Girnt și Clarence Butler. Tatăl său era de origine engleză, în timp ce mama sa era de origine germană și engleză. Acesta copilărit în Los Angeles, California, iar după absolvirea liceului în 1938 s-a specializat în inginerie aerospațială în cadrul Los Angeles City College. Butler a fost coinventator al tehnicii de reparare rapidă a anvelopelor fără tub⁠(d).
Acesta a fost membru al Cămășilor de Argint⁠(d), o organizație fascistă americană influențată de organizația paramilitară Cămășile brune care activat până la desființarea sa după atacul de la Pearl Harbor.
Membru al unei biserici presbiteriene⁠(d), s-a căsătorit cu Betty Litch în 1941 și au avut împreună două fiice. Litch a încetat din viață pe 1 decembrie 1995, după 54 de ani de căsătorie. După Pearl Harbor, Butler s-a înrolat în Army Air Corps⁠(d) unde și-a îndeplinit serviciul militar pe parcursul celui de-al doilea război mondial.
În 1946, Butler a organizat și a operat o fabrică unde erau produse și prelucrate piese și ansambluri de motoare pentru avioane comerciale și militare din Statele Unite, Africa și India. Mai târziu, Butler a lucrat ca analist de marketing din 1964 până în 1973. Ulterior a devenit inginer de producție pentru Lockheed Martin în Palmdale, California.
În anii 1960, Butler locuia în Whittier, California unde a început să colaboreze  cu William Potter Gale și Wesley Swift în cadrul Comitetului pentru combaterea comunismului din California. Cei trei bărbați au fondat ulterior Liga Apărării Creștine în 1964. Butler a ocupat funcția de director executiv al organizației și a condus organizația din casa sa din Whittier. Ambele organizații au promovat supremația albă și antisemitismul.
La începutul anilor 1970, s-a mutat împreună cu familia din Palmdale, California în nordul statului Idaho⁠(d) unde a înființat organizația Aryan Nations, parte a Bisericii lui Iisus Hristos - Creștin. Organizația era situată în Hayden Lake, Idaho⁠(d), o suburbie a orașului turistic Coeur d'Alene, Idaho care a devenit centrul unei rețele neonaziste cu legături la nivel mondial. Începând din anii 1980, Butler s-a implicat în comploturi pentru răsturnarea guvernului Statelor Unite și a avut legături cu grupul The Order. Membrii organizației Aryan Nations obișnuiau să distribuie broșuri și scrisori în comunitate, respectiv să organizeze o manifestație anuală în centrul Coeur d'Alene.
Butler a organizat anual evenimente dedicate supremaciștilor la sediul său din Idaho sub denumirea de „Congresul Mondial al Națiunilor Ariene”. Între 1984 și 1986, numărul participanților era de câteva sute d persoane printre care erau cunoscuți lideri ai extremei drepte americane⁠(d) precum liderul Ku Klux Klan Louis Beam, liderul White Aryan Resistance⁠(d) Tom Metzger, Gordon „Jack” Mohr, Robert E. Miles, liderul Posse Comitatus⁠(d) James Wickstrom⁠(d), Thomas Robb, Don Black și John Trochmann, liderul miliției din Montana⁠(d). 
În 1987, Butler se număra printre paisprezece activiști de extremă dreaptă „acuzați pentru sedițiune⁠(d)” de către Departamentul de Justiție al SUA. Procesul lor a avut loc la un tribunal federal din Arkansas. Cu toate acestea, „procurorii nu au reușit să convingă juriul din Arkansas că Butler și alți câțiva rasiști cunoscuți au uneltit inițierea unui război rasial”.
În 2000, Victoria și Jason Keenan, doi americani nativi hărțuiți de către membrii Aryan Nations l-au dat în judecată pe Butler și au câștigat.Reprezentați de avocatul local Norm Gissel și de avocatul Morris Dees⁠(d) al organizației Southern Poverty Law Center⁠(d), aceștia au câștigat un proces civil în valoare de 6,3 milioane de dolari. De asemenea, cuplul a câștigat și clădirea organizației pe care au donat-o în cele din urmă Colegiului North Idaho. În septembrie 2000, Vincent Bertollini, milionarul din Sandpoint, Idaho⁠(d), i-a oferit lui Butler o nouă casă în Hayden, Idaho⁠(d). 
Butler a încetat din viață în casa sa pe 8 septembrie 2004. Un purtător de cuvânt al Aryan Nations a declarat că Butler a murit în somn de insuficiență cardiacă. La momentul morții sale, organizația avea 200 de membri, congresul din 2002 a atras mai puțin de 100 de adepți, iar candidatura sa la funcția de primar a eșuat, obținând abia 50 de voturi.